# Война супругов Роуз (фильм, 2025)
«Война супругов Ро́уз» (англ. The Roses) — будущая чёрная комедия режиссёра Джея Роуча. Переосмысление фильма «Война супругов Роуз» 1989 года Дэнни Де Вито, который, в свою очередь был экранизацией одноимённого романа Уоррена Адлера.

## Сюжет
Идеальный образ супружеской пары начинает рушиться, когда профессиональная карьера мужа идёт наперекосяк.

## В ролях
- Бенедикт Камбербэтч — Тео
- Оливия Колман — Айви
- Кейт Маккиннон
- Энди Сэмберг
- Шути Гатва
- Сунита Мани
- Зои Чао
- Джейми Димитриу
- Белинда Бромилов

## Производство
В апреле 2024 года стало известно, что Бенедикт Камбербэтч и Оливия Колман получили главные роли и стали продюсерами фильма «Война супругов Роуз», а Джей Роуч станет режиссёром, Тони Макнамара напишет сценарий. В июне к актёрскому составу присоединились Кейт Маккиннон и Энди Сэмберг.
Съёмки начались 10 июня 2024 года. Премьера фильма в США запланирована 29 августа 2025 года.